# دلار بی (میشیگان)
دلار بی (به انگلیسی: Dollar Bay) یک منطقهٔ مسکونی در ایالات متحده آمریکا است که در میشیگان واقع شده‌است. دلار بی ۱۲٫۰ کیلومتر مربع مساحت و ۱٬۰۸۲ نفر جمعیت دارد و ۱۹۰٫۵ متر بالاتر از سطح دریا واقع شده‌است.